# Sopo Niżaradze
Sopo Niżaradze (gruz. სოფო ნიჟარაძე; ur. 6 lutego 1986 w Tbilisi) – gruzińska piosenkarka, aktorka i kompozytorka.

## Życiorys
Urodziła się w Tbilisi jako pierwsze dziecko swoich rodziców. Studiowała fortepian i śpiew w Konserwatorium w Tbilisi, które ukończyła z wyróżnieniem. Naukę kontynuowała na studiach w teatrze Arts GITIS w Moskwie. Również z wyróżnieniem ukończyła Państwową Wyższą Szkołę Muzyczną im. Gniesinych w Moskwie.

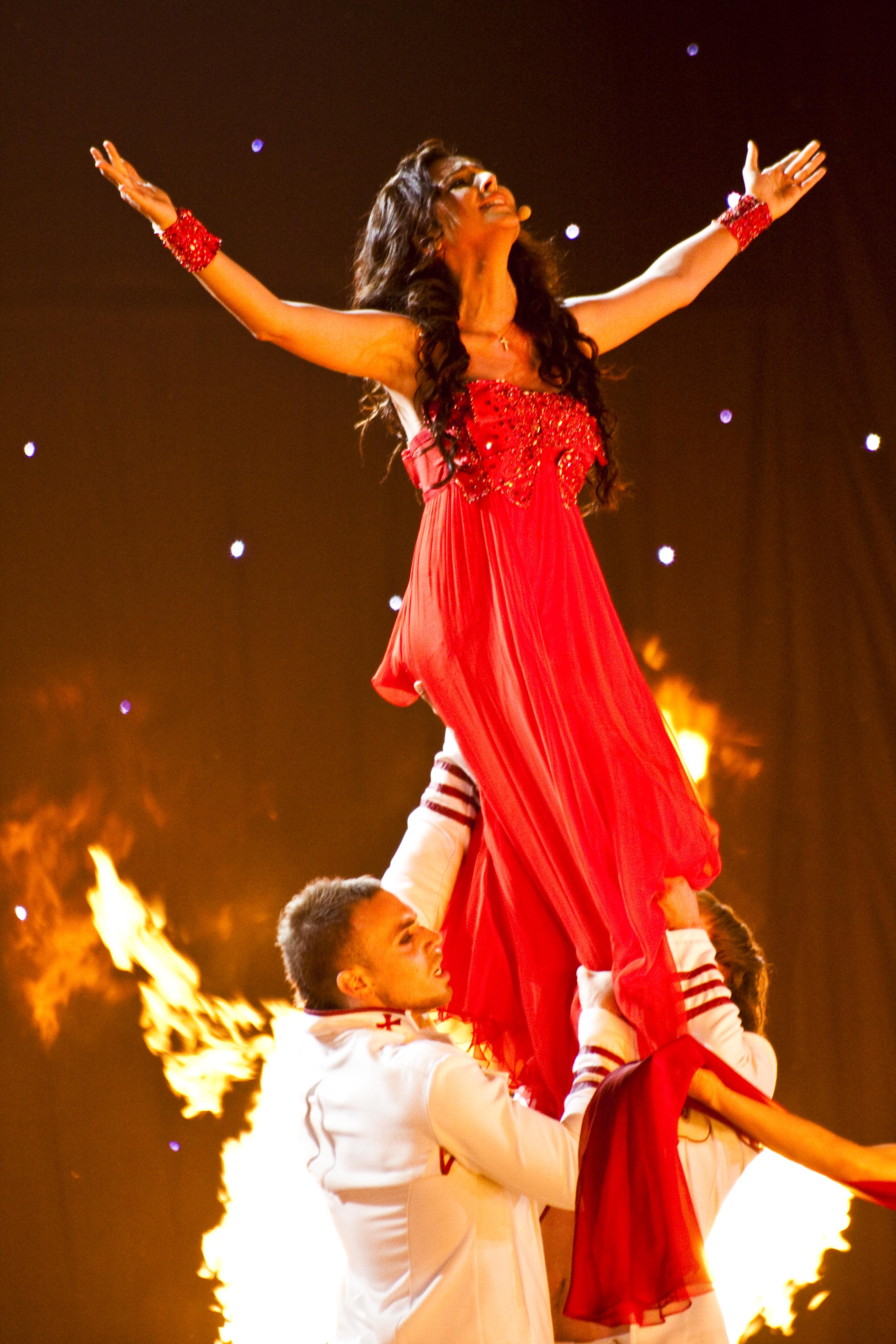
Niżaradze podczas 55. Konkursu Piosenki Eurowizji w Oslo (2010)

Na profesjonalnej scenie zadebiutowała w wieku trzech lat. Cztery lata później została zaproszona przez dyrygenta Jansugha Kakhidze do dołączenia do dziecięcego studia muzycznego. W wieku 11 lat zaśpiewała utwór „Sous le ciel de Paris” podczas wizyty w ambasadzie francuskiej, dzięki czemu została zauważona przez dziennikarza Bernarda Pivout, który zaprosił ją do gościnnego udziału w swoim programie emitowanym na kanale TV5. W wieku 17 lat była laureatką wielu międzynarodowych konkursów młodych śpiewaków, m.in. Bravo, Bravissimo!, mini konkursu w La Scali we Włoszech, Crystal Note w Moskwie czy Crystal Fur-tree w Bordżomi. Niedługo potem zaczęła grać w musicalach, zagrała główne role w sztukach The Wedding of the Jays oraz Roméo et Juliette, de la Haine à l’Amour. W 2004 roku otrzymała główną rolę w musicalu Gerarda Presgurvica. W 2005 została finalistką festiwalu New Wave w Jurmale. W 2008 opuściła Rosję i wróciła do Gruzji, a także wydała debiutancki album pt. Where Are You....
W styczniu 2010 została ogłoszona reprezentantką Gruzji podczas 55. Konkursu Piosenki Eurowizji, a w następnym miesiącu telewidzowie i jurorzy wyłonili jej konkursowy utwór podczas koncertu w Tbilisi Event Hall, gdzie zaśpiewała piosenki: „Never Give In”, „Call Me”, „Our Word”, „For Eternity”, „Sing My Song” oraz zwycięską – „Shine”. Pomyślnie przechodząc przez półfinały, w którym zaśpiewała jako trzynasta w kolejności, zajęła dziewiąte miejsce w finale Eurowizji 2010.
W marcu 2014 wydała drugi album studyjny pt. We Are All.

### Życie prywatne
jej dziadek pochodzi z Turcji, przyjechał do Gruzji na wakacje, gdzie poznał swoją przyszłą żonę. Ze względu na politykę państwową skierowaną wobec cudzoziemców, polegającą na uznaniu wszystkich niebędących obywatelami Rosji za potencjalnych szpiegów, miał trudności z kontaktowaniem się ze swoją rodziną pozostawioną w Turcji.

## Teatr

### Musicale
- Svadba soek jako Ketevan
- Roméo et Juliette, de la Haine à l’Amour jako Julia
- Hello jako Dolly

## Dyskografia

### Albumy studyjne
- Where Are You... (2008)
- We Are All (2014)